# 擬フェルミ準位
擬フェルミ準位（quasi Fermi level、fermiを逆読みしたimrefとも呼ばれる）は量子力学とくに固体物理学において、電子の集団が平衡状態からずれた際の伝導帯や価電子帯におけるその集団を別々に記述するフェルミ準位（電子の化学ポテンシャル）に対する用語である。この変位は外部電圧の印加、伝導帯および価電子帯の電子の集団を変化させるエネルギー{\displaystyle E>E_{g}}の光にさらすことで引き起こされることがある。再結合速度（バンド間の平衡速度）は各バンド内のエネルギー緩和速度よりもずっと遅くなる傾向があるため、バンドが電子の交換に関して平衡状態になかったとしても伝導帯および価電子帯はそれぞれ内部で平衡状態にある集団を有することができる。平衡からの変位はキャリア集団が単一のフェルミレベルによって記述することはもはやできないが、各バンドに対して別個の擬フェルミ準位の概念を使うことで説明することが可能である。

## 定義
半導体が熱平衡状態にあるとき、エネルギー準位Eにおける電子の分布関数はフェルミ・ディラック分布関数により表される。この場合、フェルミ準位はそのエネルギーにおける電子の占有確率が1/2である準位として定義される。熱平衡状態では、伝導帯擬フェルミ準位と価電子帯擬フェルミ準位はどちらもフェルミ準位に等しいため区別する必要はない。
熱平衡状態からの乱れが生じると伝導帯および価電子帯の電子集団が変化する。乱れがあまり大きくないか急速な変化でない場合、バンドはそれぞれ準熱平衡状態に緩和する。伝導帯内の電子の緩和時間はバンドギャップを横切る緩和時間よりもはるかに短いため、電子が伝導帯内で熱平衡状態にあると考えることができる。これは価電子帯の電子（しばしば正孔ととらえられる）にも適用可能である。伝導帯における電子の熱平衡に起因する擬フェルミ準位および擬温度を定義することができ、価電子帯でも同様に定義することができる。
伝導帯の電子に関する一般的なフェルミ関数は
{\displaystyle f_{c}(k,r)\approx f_{0}(E,E_{Fc},T_{c})}
と書ける。価電子帯の電子は
{\displaystyle f_{v}(k,r)\approx f_{0}(E,E_{Fv},T_{v})}
と書ける。ここで
- {\displaystyle f_{0}(E,E_{F},T)={\frac {1}{1+e^{(E-E_{F})/(k_{B}T)}}}}フェルミ・ディラック分布関数
- {\displaystyle E_{Fc}} は位置 r における伝導帯擬フェルミ準位
- {\displaystyle E_{Fv}} は位置 r における価電子帯擬フェルミ準位
- {\displaystyle T_{c}} は伝導帯温度
- {\displaystyle T_{v}} は価電子帯温度
- {\displaystyle f_{c}(k,r)} は波数ベクトル k と位置 r である特定の伝導帯状態が電子により占有される確率
- {\displaystyle f_{v}(k,r)} は波数ベクトル k と位置 r である特定の価電子帯状態が電子（正孔ではない）により占有される確率
- {\displaystyle E} は問題の伝導帯または価電子帯状態のエネルギーである
- {\displaystyle k_{B}} はボルツマン定数

## PN接合における擬フェルミ準位
下の図で示すように、PN接合の伝導帯と価電子帯は左に青い実線で、擬フェルミ準位は赤い破線で示されている。
PN接合に外部電圧（バイアス）が印加されていない場合、電子と正孔の擬フェルミ準位は互いに重なり合う。バイアスが増加するとp側の価電子帯が引き下げられ、正孔擬フェルミ準位も下がる。結果として正孔と電子準位の擬フェルミ準位が増加する。

順方向バイアスモードにおけるPN接合の動作は空乏層幅の現象を示す。p接合とn接合の両方が1e15/cm3のドーピングレベルでドープされ、約0.59Vのビルトインポテンシャルが得られる。n領域とp領域（赤い曲線）の伝導帯と価電子帯の擬フェルミ準位が観察できる。

## 応用
この単純化は多くの分野で助けとなる。例えば、熱平衡で使われる電子・正孔密度については同じ方程式を使うことができるが、擬フェルミ準位および温度で代用することができる。すなわち、{\displaystyle n} を伝導帯電子の空間密度、{\displaystyle p} を試料中の正孔の空間密度とすると、ボルツマン近似が成り立つ場合、すなわち、電子密度および正孔密度があまり高くないと仮定すると、
{\displaystyle n=n(E_{F_{c}})}
{\displaystyle p=p(E_{F_{v}})}
ここで、{\displaystyle n(E)} はフェルミ準位が{\displaystyle E}である場合に熱平衡状態で存在するであろう伝導帯電子の空間密度、{\displaystyle p(E)} はフェルミ準位が{\displaystyle E}である場合に熱平衡状態で存在するであろう正孔密度である。
フェルミまたは擬フェルミ準位にばらつきがある場合のみ電流（ドリフトと拡散の組み合わさった効果による）が現れる。電子流の電流密度は電子擬フェルミ準位の勾配に比例することが示される。{\displaystyle \mu } を電子移動度、{\displaystyle E_{F}(\mathbf {r} )} を空間点 {\displaystyle \mathbf {r} } の擬フェルミエネルギーとすると以下のようになる。
{\displaystyle \mathbf {J} _{n}(\mathbf {r} )=\mu _{n}n\cdot (\nabla E_{F_{c}})} 正孔についても同様であり
{\displaystyle \mathbf {J} _{p}(\mathbf {r} )=\mu _{p}p\cdot (\nabla E_{F_{v}})}